# Ivanhoe (film 1975)
Ivanhoe è un mediometraggio d'animazione televisivo del 1975 diretto da Leif Gram. Basato sull'omonimo romanzo del 1819 di Walter Scott, il film fu prodotto dallo studio d'animazione australiano Air Programs International per il ciclo Famous Classic Tales della CBS, dove fu trasmesso il 27 novembre 1975.

## Trama
Nel 1194 l'Inghilterra è sotto il dominio dei Normanni, e il popolo anglosassone soffre la tirannia del principe Giovanni mentre suo fratello Riccardo I è prigioniero in Austria. Durante il torneo di Ashby il campione, sir Brian de Bois-Guilbert, viene sfidato e sconfitto da un cavaliere misterioso. Giovanni ordina al normanno Front-de-Boeuf di sfidare il cavaliere, facendolo aiutare da alcuni soldati. Il combattimento viene interrotto dal potente sassone Cedric di Rotherwood, che convince il principe a dichiarare vincitore il cavaliere. Quest'ultimo si rivela essere Ivanhoe, figlio di Cedric, tornato dalla terza crociata con Riccardo. Ivanhoe però è stato gravemente ferito in combattimento; Rebecca, un abile medico, si offre di tornare a casa sua a York per prendere l'occorrente per guarirlo mentre Lady Rowena, la protetta di Cedric, porterà Ivanhoe al castello di Torquilstone (di sua proprietà). Nel frattempo Cedric intende radunare degli uomini per poi raggiungere Rowena, poiché Torquilstone è stata nel frattempo occupata da Front-de-Boeuf.
Rowena e Ivanhoe arrivano a Torquilstone ma vengono fatti prigionieri da Front-de-Boeuf, mentre Rebecca e il padre Isaac vengono attaccati dagli uomini di Giovanni che rapiscono la ragazza chiedendo al padre un riscatto di diecimila corone. Tutto fa parte di un piano di Giovanni, che teme il ritorno del fratello e l'alleanza di Ivanhoe con lui. Isaac viene soccorso da un Cavaliere Nero che lo porta a Rotherwood, dove Cedric escogita un modo per entrare a Torquilstone: Wamba, il suo giullare, si introduce nella fortezza attraverso un pozzo, e riesce a informare Ivanhoe (le cui condizioni sono migliorate) che i sassoni attaccheranno il castello come diversivo per consentirgli la fuga. Tuttavia, anche Wamba viene catturato prima di poter dare a Ivanhoe le chiavi della cella. Durante l'assalto (a cui partecipano anche il Cavaliere Nero, Robin Hood e i suoi compagni), Ivanhoe riesce comunque ad aprire la cella e a fuggire insieme ai suoi compagni, mentre lady Ulrica, una prigioniera impazzita, dà fuoco al castello che viene infine conquistato dai sassoni.
Rebecca nel frattempo è stata rinchiusa in una torre del castello di Templestowe all'insaputa del suo folle proprietario, che quando la trova intende bruciarla come strega anche a causa dell'accusa di Bois-Guilbert. Ivanhoe arriva appena in tempo per sfidarlo a un duello di Dio da cui esce vincitore, ma il signore di Templestowe intende bruciare comunque Rebecca. La situazione viene risolta dall'intervento del Cavaliere Nero insieme a Robin Hood e i suoi compagni, dopodiché il cavaliere rivela di essere re Riccardo. Il re riceve a corte i protagonisti della vicenda e promette di rimediare alle ingiustizie che hanno afflitto il paese durante la sua assenza.

## Cast vocale
Il cast vocale originale è composto da:
- Alistair Duncan
- Barbara Frawley
- Chris Haywood
- John Llewellyn
- Helen Morse
- Bevan Wilson
- Mark Kelly[1]

## Distribuzione

### Edizione italiana
L'edizione italiana del film fu trasmessa a partire dal 1980 su alcune televisioni locali. Il doppiaggio fu eseguito presso la SEDIF con la collaborazione dei doppiatori della CVD.

### Edizioni home video
Il film fu pubblicato in VHS in America del Nord nel 1986 dalla MGM/UA Home Video e in Italia nel 1989 dalla DB Media. Successivamente è stato pubblicato in DVD-Video in Italia nel 2003 dalla Finson (con la sola traccia audio in italiano).